# Albania al Turkvision Song Contest
L'Albania ha partecipato a 3 edizioni del Turkvision Song Contest a partire dal 2014. La rete che cura le varie partecipazioni è RTSH

## Partecipazioni
- Primo posto
- Secondo posto
- Terzo posto
- Ultimo posto

| Anno                            | Artista                    | Canzone      | Posizione | Punti | Note  |
| ------------------------------- | -------------------------- | ------------ | --------- | ----- | ----- |
| Nessuna partecipazione nel 2013 |                            |              |           |       |       |
| 2014                            | Xhoi Bejko                 | Hava ve Ates | -         | -     | [ 1 ] |
| 2015                            | Xhoi Bejko & Visar Rexhepi | Adi Hasret   | 8         | 154   |       |
| 2020                            | Rovena Stefa               | Perseri      | 19        | 171   | [ 2 ] |